# 側嶋秀展
側嶋 秀展（そばしま ひでのぶ、1956年 - ）は、日本の外交官。メルボルン総領事などを経て、2016年（平成28年）からザンビア駐箚特命全権大使。2019年（令和元年）から駐ミクロネシア特命全権大使。

## 経歴・人物
福岡県出身。1981年東京大学法学部卒、外務省入省。イギリス、ケニア、ジュネーブでの在勤を経て、経済局国際エネルギー課長、総合外交政策局国際社会協力部地球環境課長、在ジュネーブ国際機関日本政府代表部公使、在サマーワ外務省連絡事務所長、在フィリピン日本国大使館公使兼マニラ総領事、外務副報道官兼広報文化交流部参事官を経て、2011年メルボルン総領事。参議院事務局国際部長、外務省大臣官房付を経て、2016年から駐ザンビア特命全権大使を務め、難民収容地訪問などを行った。2019年から駐ミクロネシア特命全権大使。2022年テックインターナショナル顧問。

## 同期
- 兼原信克（14年国家安全保障局次長兼務・12年内閣官房副長官補）
- 泉裕泰（19年日本台湾交流協会台北事務所長・17年バングラデシュ大使）
- 上月豊久（15年ロシア大使）
- 岡村善文（19年OECD大使・17年人権人道担当大使）
- 山田彰（17年ブラジル大使・14年メキシコ大使）
- 上村司（21年日本国政府代表（中東和平担当特使）、17年サウジアラビア大使）
- 佐藤地（17年駐ハンガリー大使・15年ユネスコ大使）
- 香川剛廣（18年国際貿易・経済担当大使・15年エジプト大使）
- 石兼公博（19年国連大使・17年カナダ大使）
- 高岡正人（19年クウェート大使・16年モンゴル大使・13年シドニー総領事・12年イラク大使）
- 高木昌弘（21年駐ドミニカ共和国大使・20年クリチバ総領事）
- 冨田浩司（21年駐米大使・19年韓国大使・15年イスラエル大使）
- 川村裕（24年依願免職・20年ノルウェー大使・18年沖縄大使・14年コートジボワール兼トーゴ兼ニジェール大使）
- 川村泰久（19年カナダ大使）
- 嘉治美佐子（19年クロアチア大使・14-17年ジュネーヴ代表部大使）
- 宮島昭夫（20年ポーランド大使・17年トルコ大使）
- 重枝豊英（15年リトアニア大使）
- 石井哲也（17年トンガ大使）
- 岡田誠司（20年バチカン大使・17年南スーダン大使）
- 冨永純正（14年青年海外協力協会会長・11年コンゴ民主共和国大使）
- 奥克彦（イラク日本人外交官射殺事件犠牲者[9]、03年殉職のため大使の称号付与）
- 伊藤光子（15年世界の子どもにワクチンを日本委員会事務局長）
- 福嶌教輝（21年駐メキシコ大使・15年駐アルゼンチン大使）
- 福嶌香代子（19年ナッシュビル総領事）